# Virus de Bourbon
Thogotovirus bourbonense
Pour les articles homonymes, voir Bourbon.
Espèce
Thogotovirus bourbonense, aussi appelé virus de Bourbon (BOUV), est un virus identifié en février 2015 dans le sang d'un homme du comté de Bourbon au Kansas mort après avoir été mordu par une tique. Il n'existe actuellement aucun traitement ni vaccin contre ce virus.
Le virus de Bourbon est du genre Thogotovirus, de la famille des Orthomyxoviridae.